# Ochicanthon rombauti
Ochicanthon rombauti là một loài bọ cánh cứng trong họ Bọ hung (Scarabaeidae).